# Rebelión de Xu Chang
Entre los años 172 y 174, el líder religioso Xu Chang dirigió un importante levantamiento contra la dinastía Han de China en la Comandancia de Kuaiji. Tras proclamarse emperador y restaurar el antiguo estado de Yue, Xu y sus seguidores tuvieron éxito inicialmente y dominaron gran parte de Kuaiji. En consecuencia, el gobierno central Han nombró a Zhang Min como comandante de las fuerzas locales pro-gubernamentales y movilizó a soldados de toda la provincia de Yang. A finales de 174, los insurgentes fueron finalmente destruidos.

## Rebelión

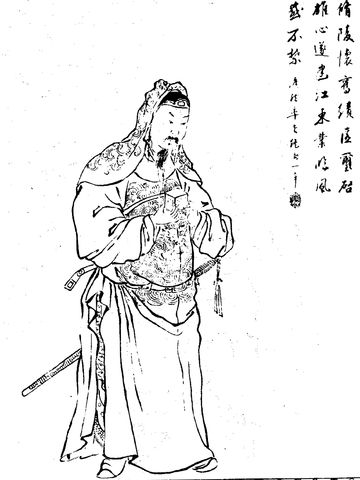
Pintura en blanco y negro de un hombre con túnica, turbante, armadura y espada. Sun Jian (en la foto) saltó a la fama durante la rebelión, sirviendo con distinción como comandante en el ejército progubernamental.